# Poggendorff-compensatieschakeling

Compensatieschakeling volgens Poggendorff

De Poggendorff-compensatieschakeling (vernoemd naar Johann Christian Poggendorff) is een elektrische schakeling voor het stroomloos meten van een elektrische spanning.
De schakeling wordt vooral toegepast om de bronspanning te bepalen van een galvanisch element met een hoge inwendige weerstand of bij een element dat stroomloos gebruikt moet worden, zoals normaalelementen.

## Opbouw en werking
Met een gekalibreerde regelbare weerstand (potentiometer) die voorzien is van een schaalaflezing, wordt een hulpspanning zo ingesteld dat er geen elektrische stroom meer loopt door de te meten spanningsbron. De elektrische stroom wordt hierbij gemeten met een galvanometer of anders een gevoelige ampèremeter.
De meting vindt in twee stappen plaats:
1. Via schakelaar S wordt het te meten element met de galvanometer verbonden. De regelweerstand wordt vervolgens net zo lang verschoven tot de stroom door de galvanometer nul is. De bronspanning van het element is dan gelijk aan de spanning over de regelweerstand, en is evenredig met het aantal schaaldelen (RX) op de weerstand.
2. Vervolgens wordt de galvanometer in serie geschakeld met een spanningsbron die een constante en bekende spanning levert, bijvoorbeeld een Weston-normaalelement (E0 = 1,0186 volt bij 25°C). Opnieuw wordt de regelweerstand verschoven tot de galvanometer weer stroomloos is. Over de regelweerstand staat dan de spanning van het normaalelement, en is evenredig met het aantal schaaldelen (R0)

Aan de hand van deze gegevens kan vervolgens de onbekende bronspanning EX van de spanningsbron berekend worden, namelijk:
{\displaystyle E_{X}=E_{0}\times {\frac {R_{X}}{R_{0}}}}